# Аль-Мустали Биллах
Абу́ль-Ка́сим А́хмад аль-Мустали́ Билла́х (араб. أبو القاسم أحمد المستعلي بالله‎) — фатимидский халиф, правивший с 1094 по 1101 год. После смерти отца аль-Мустали, халифа аль-Мустансира, визирь аль-Афдаль Шаханшах назначил преемником не старшего сына Абу Мансура Низара, а младшего Ахмада аль-Мустали. Сторонники Абу Мансура Низара объявили его истинным халифом, так образовалась течение Низаритов низаритов, а сторонники аль-Мустали сформировали течение мусталитов.

## История
В 1094 году умер халиф аль-Мустансир и в среде исмаилитов произошёл очередной раскол. По завещанию аль-Мустансира следующим халифом должен был стать его старший сын Низар, однако визирь аль-Афдаль Шаханшах передал престол его младшему сыну аль-Мустали. Аль-Мустали не имел никакой реальной власти и находился в полной зависимости от своего визиря. В следующем году Низар бежал в Александрию, где попытался поднять восстание, но потерпел поражение и был убит в темнице.
Сторонники Низара отказались признавать аль-Мустали и его потомков и образовали свою крайне радикальную секту с центром в Иране. Их назвали низаритами, или восточными исмаилитами, а сторонников аль-Мустали стали именовать мусталитами. Мусталиты преобладали в Египте и Северной Африке, представляя собой умеренное течение в исмаилизме, а низариты стали преобладать на востоке мусульманского мира, который не был под контролем Фатимидов. В последние годы существования Фатимидского халифата мустализм был государственной религией Египта.
В настоящее время общины мусталитов имеются в Индии, Пакистане, Иране, Йемене, Кении, Танзании. Резиденция их религиозного главы находится в индийском городе Сурате.